# گیاه‌بر پرویی
گیاه‌بر پرویی (نام علمی: Phytotoma raimondii) نام یک گونه از سرده گیاه‌برها است.